# Natalia Gajewska
Natalia Gajewska (ur. 24 maja 1994 w Gdańsku) – polska siatkarka, grająca na pozycji rozgrywającej, reprezentantka kraju.
W 2013 roku otrzymała powołanie do szerokiej kadry reprezentacji Polski przez Piotra Makowskiego.
18 lutego 2024 roku urodziła córkę Igę.

## Sukcesy klubowe
Mistrzostwa Polski Kadetek:
- 2009, 2010

Ogólnopolska Olimpiada Młodzieży:
- 2010

Mistrzostwa Polski Juniorek:
- 2012, 2013
- 2010

Liga polska:
- 2014

Akademickie Mistrzostwa Polski:
- 2014[9]

Młoda Liga Kobiet:
- 2015